# Giuliano da Maiano

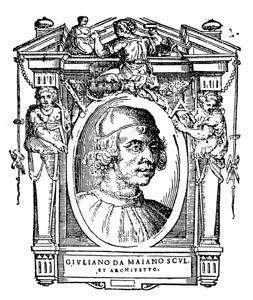
Giuliano da Maiano (1432-1490)
Le Vite di Giorgio Vasari
terza parte

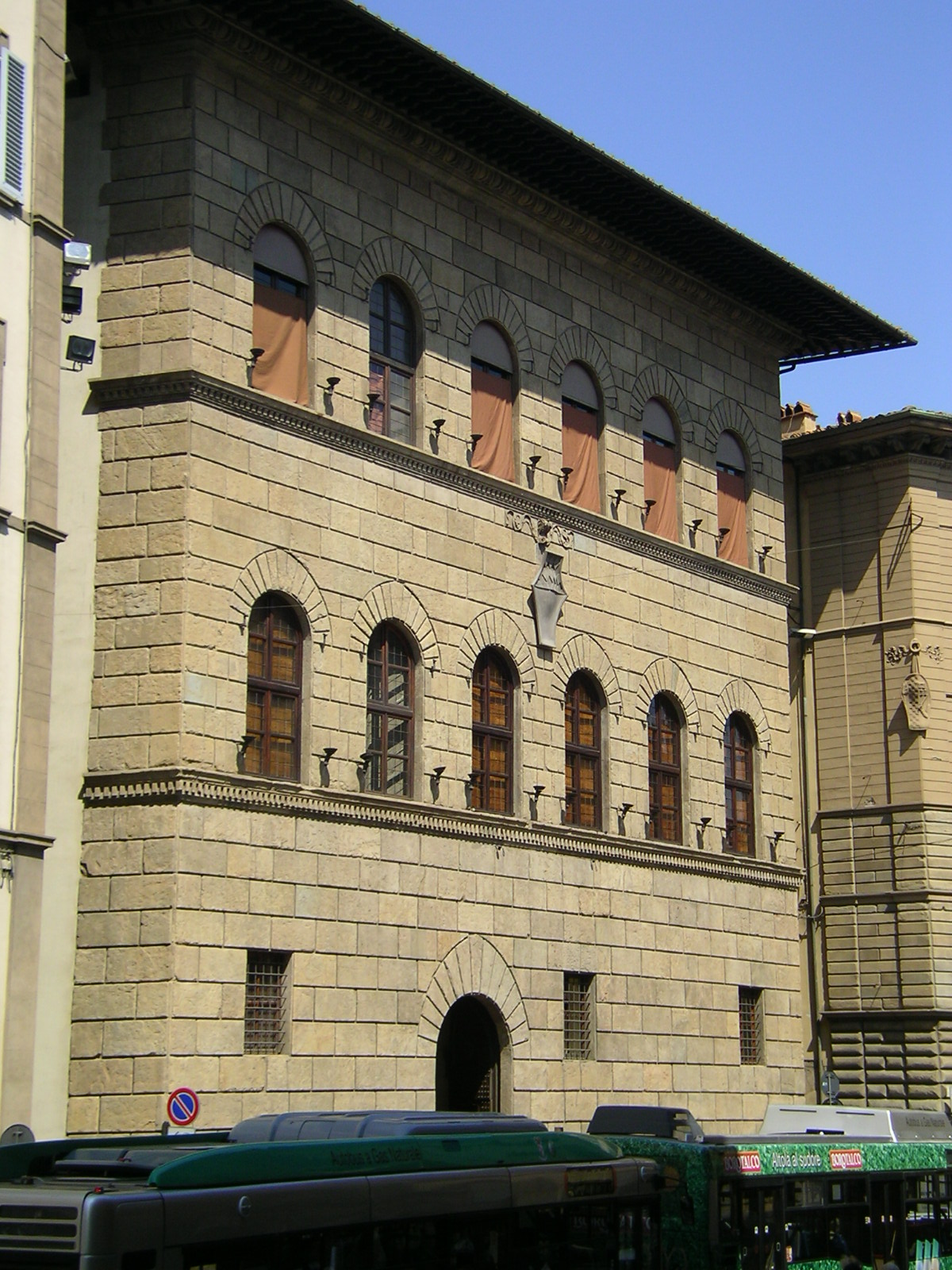
Palazzo Antinori, Firenze

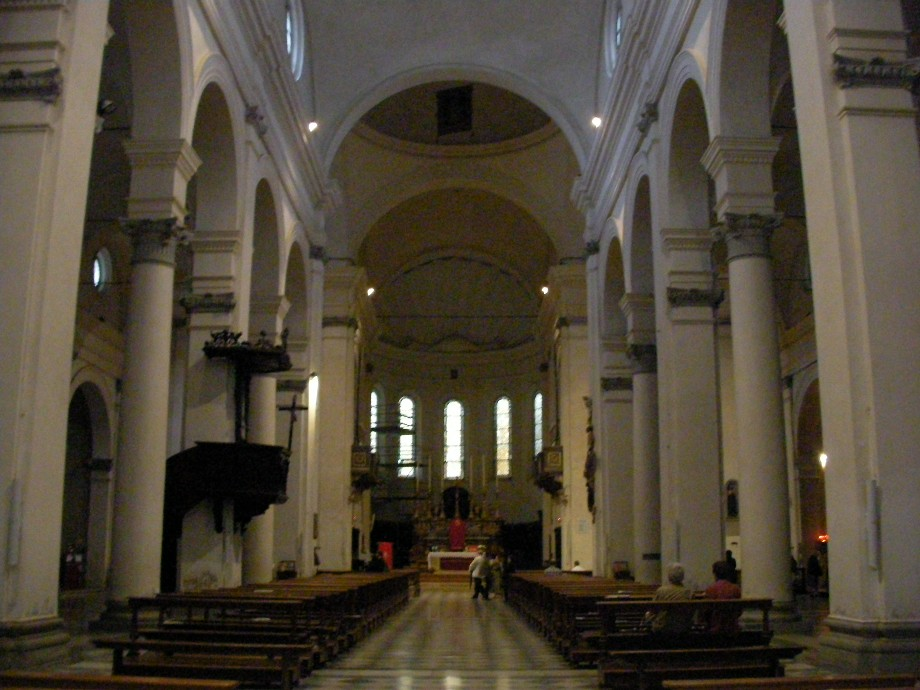
Duomo di Faenza, interno

Giuliano da Maiano (Maiano, 1432 circa – Napoli, 17 ottobre 1490) è stato uno scultore, architetto, ingegnere militare e intarsiatore italiano, fratello maggiore di Benedetto da Maiano.

## Biografia
Nato a Maiano, vicino Fiesole, dove suo padre aveva una bottega da scalpellino, Giuliano venne educato dapprima come scultore e successivamente da architetto. La sua formazione avvenne, insieme al fratello, nella bottega del Francione, intagliatore, intarsiatore e architetto militare. Come architetto inoltre subì l'influenza delle opere di Brunelleschi.
Il suo primo incarico fu quello di decorare la sagrestia del Duomo di Firenze insieme al fratello, inoltre a Firenze realizzò delle sculture e delle decorazioni a palazzo Vecchio, palazzo Pazzi e palazzo Antinori. Nel 1480 finì il tabernacolo del Duomo di Prato sempre in collaborazione col fratello, e realizzò nel corso della sua vita numerose opere architettoniche e scultoree a San Gimignano, Roma, Loreto, Siena, Faenza e Recanatinel portale della chiesa di San Domenico. 
A Siena nel 1473 progetta per mercante senese Ambrogio Spannocchi Palazzo Spannocchi.
A Faenza nel 1474 progetta per la famiglia Manfredi, alleata di Lorenzo il Magnifico, il monumentale Duomo di Faenza, in stile brunelleschiano.
Fu il progettista anche di opere di fortificazione come la rocca di Montepoggiolo, costruita tra il 1482 e il 1490, con pianta a losanga e un grande bastione rotondo su uno degli spigoli.
Oltre Firenze, Giuliano lavorò per molto tempo a Napoli per volontà degli Aragonesi: eresse una villa per il Duca di Calabria, il futuro Alfonso II d'Aragona a Poggioreale in classico stile rinascimentale, a pianta quadrata con cortile ed era scandita da colonne e lesene corinzie, ma oggi della villa non ci sono più tracce, salvo la denominazione Poggioreale della località. Altre opere nella capitale del Regno furono la realizzazione di Porta Capuana e di Porta Nolana, la Cappella Tolosa nella chiesa di Sant'Anna dei Lombardi, l'attribuzione del Palazzo Como e probabilmente l'Arco di Trionfo al Castel Nuovo (da alcuni invece riferito alla produzione di Luciano Laurana).
Morì a Napoli nel 1490, al suo funerale il re Alfonso II di Napoli mandò cinquanta uomini vestiti di nero ad assistere alle esequie.
Tra i suoi discepoli ci furono i pittori e architetti fiorentini Pietro e Ippolito del Donzello che compirono le fabbriche lasciate incompiute a Napoli del loro maestro.